# 캔터베리 평원

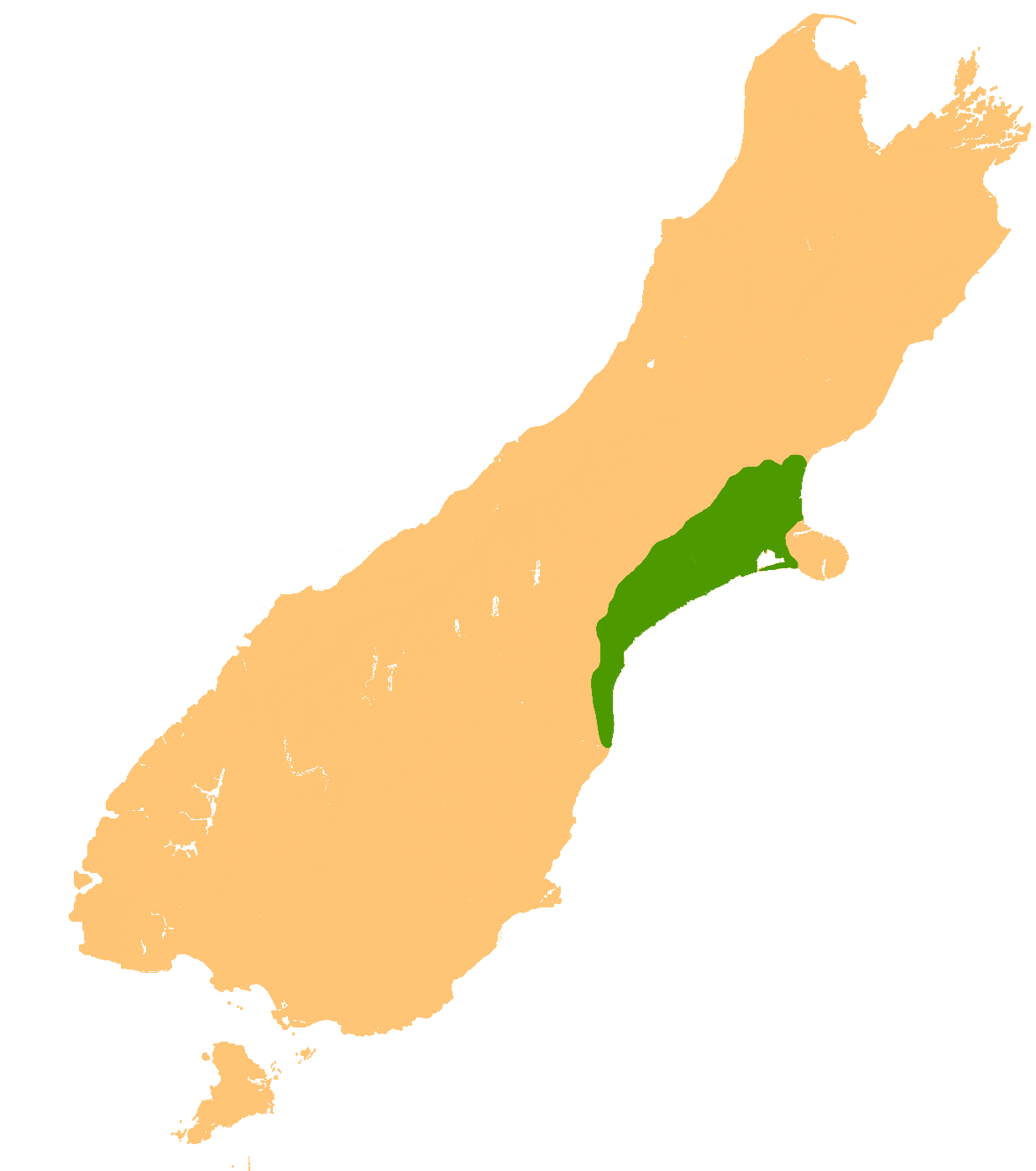
캔터베리 평원의 위치

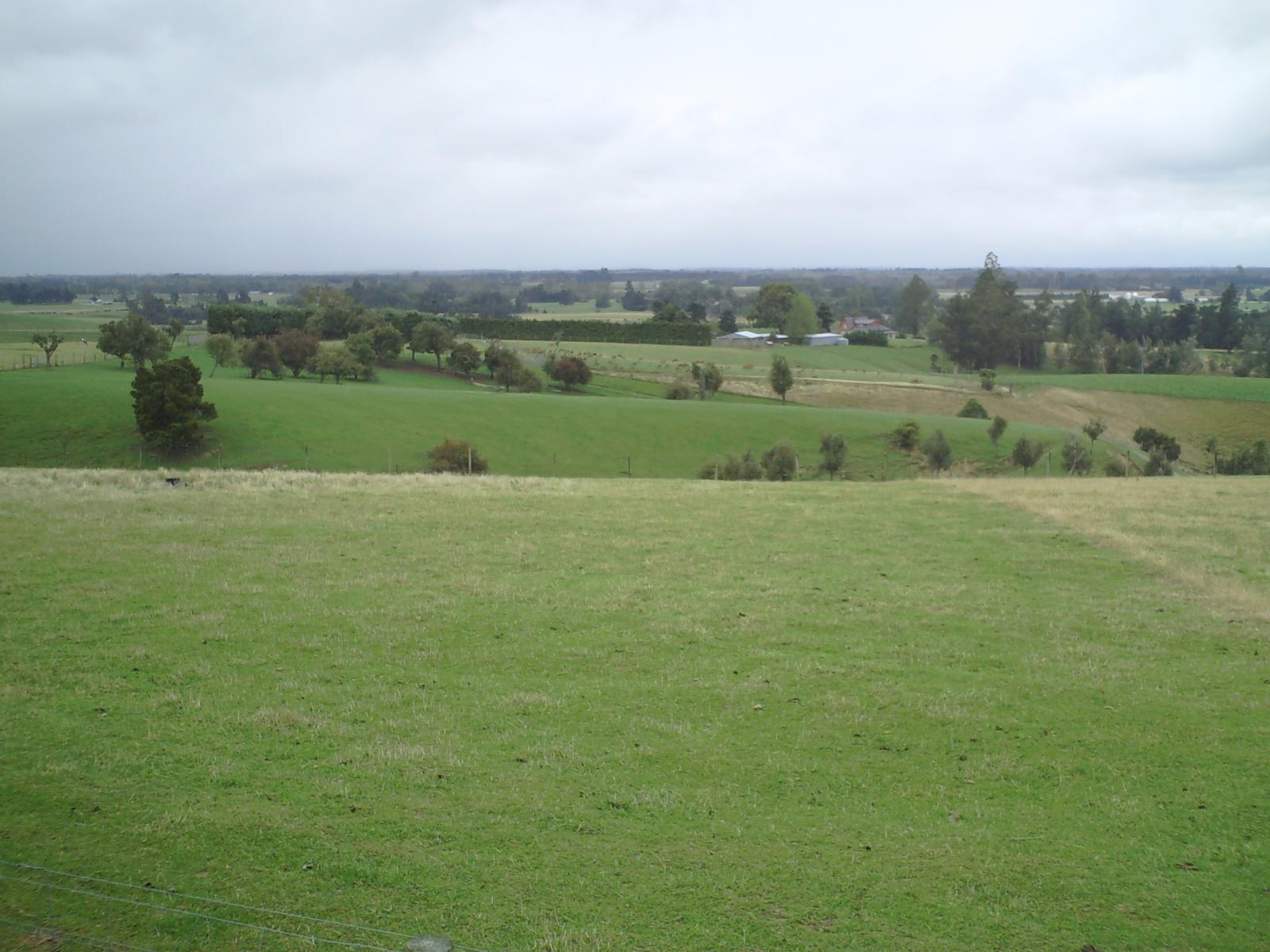
캔터베리 평원

캔터베리 평원(Canterbury Plains)은 뉴질랜드 남섬 캔터베리 지방의 크라이스트처치 남쪽에 위치한 평원이다. 북쪽 끝은 후루누이 구의 훈달리 힐즈의 입구에 있고, 남쪽에는 와이타키 강 너머 북 오타고 평원과 합쳐진다.

## 지리
캔터베리 평원은 300만년에서 1만년 전 빙하기 플라이스토세 말기 제4기 빙퇴석 층이 퇴적되어 형성되었다. 그런 다음 충적세의 사력층이 와이마카리리 강, 라카이아 강, 셀윈 강, 랑기타타 강 등 여러 개의 더 큰 강의 평평한 선상지로 작용을 하였다. 캔터베리-오타고 초원의 일부로서 그 땅은 광범위한 목축에 적합한 곳이지만, 북서쪽에서 바람이 지속되면 가뭄이 드는 경향이 있다. 이런 때는 노웨스트 아치라고 알려진 날씨 현상이 평원 곳곳에서 관측된다. 2010년 9월 4일 큰 지진은 캔터베리 평원 아래의 알려지지 않은 지질적 단층에 생겨서, 층을 가르고, 단층을 만들어 발생된 것으로 밝혀졌다.

## 강
캔터베리 평원의 강들은 특징적인 꼬여진 외양을 가지며, 그것은 이 지역을 넓고 평평하게 퍼져 있는 캔터베리보다 더 좁고, 잘 형성된 수로를 가진 와이타키 강을 건너 남쪽의 북오타고 평원과 차별화시킨다.
캔터베리의 대부분의 인구는 북동쪽에서 남서쪽에 평원을 따라서 1번 국도와 주요 남쪽 노선 철로와 연결된 크고 작은 타운에서 살고 있다. 이러한 도시들로는 크라이스트처치, 애슈버턴, 팀아루, 그리고 더 작은 카이아포이, 던샌덜, 라카이아, 테무카, 그리고 글렌나비가 있다. 평원 위의 또 다른 타운으로는 랑기오라, 리스튼, 링컨, 다필드, 제럴딘, 메토밴과 와이마테가 있다.